# Okaleczony bóg
Okaleczony bóg (ang. The Crippled God) – dziesiąty i ostatni tom Malazańskiej Księgi Poległych Stevena Eriksona.
Powieść opublikowano po raz pierwszy w 2011 roku w Wielkiej Brytanii. W Polsce pojawiła się w roku 2012 wydana nakładem wydawnictwa Mag w tłumaczeniu Michała Jakuszewskiego. Ze względu na znaczny rozmiar w polskim wydaniu została podzielona na dwie części:
- Okaleczony bóg t.1 „Szklana pustynia”
- Okaleczony bóg t.2 „Kolanse”